# Gorillaz
Gorillaz is een virtuele Britse band en een multimedia-project van Damon Albarn en Jamie Hewlett. De groep werd in 1998 opgericht en kreeg de fictieve personages 2-D, Noodle, Russel Hobbs en Murdoc Niccals als bandleden.
Na de eerste ep Tomorrow Comes Today verscheen in 2001 het debuutalbum Gorillaz. Het album, met de singles Clint Eastwood en 19-2000 werd genomineerd voor de Mercury Music Prize. In 2005 kwam het vervolgalbum Demon Days uit, dat geproduceerd werd door Danger Mouse en Feel Good Inc. als leadsingle had. Het album werd vijfmaal platina in het Verenigd Koninkrijk en werd genomineerd voor vijf Grammy Awards. In totaal verkocht de band meer dan 15 miljoen albums. In 2010 verscheen het derde album Plastic Beach, gevolgd door Gorillaz' eerste wereldwijde concertreeks.
Albarn is binnen het project verantwoordelijk voor de muziek en heeft hiervoor samengewerkt met een groot aantal muzikanten. De muziekstijl is een combinatie van hiphop, dub, dance en rock. Striptekenaar Hewlett houdt zich vooral bezig met het visuele gedeelte en het verhaal rondom de Gorillaz-wereld. Concerten worden aanvankelijk gerealiseerd door de virtuele bandleden te projecteren en de 'echte' muzikanten als silhouetten af te beelden. In latere optredens waren de artiesten echter vaker daadwerkelijk te zien.

## Achtergrond
Gorillaz is een virtuele band; vier fictieve bandleden zijn door Albarn en Hewlett gecreëerd en worden daarmee 'verantwoordelijk' gehouden voor de muziek. Albarn, hiervoor bekend als lid van Blur, gaf als reden hiervoor aan dat hij zich nu ook aan andere muziekstijlen kon wagen. Albarn kon zich achter een groep stripfiguren 'verschuilen', en werd daardoor niet beoordeeld op huidskleur of zijn Blur-achtergrond. Anderzijds kon Hewlett zich uitleven op de personages: "Je kunt een geschiedenis voor de personages verzinnen die zo belachelijk mogelijk is, waardoor het opeens ook interessant wordt. Dus kan Murdoc de meest egocentrische popster ooit zijn, iemand waaraan iedereen in het echte leven een hekel zou hebben. Maar toch wordt het grappig, omdat hij een tekenfiguur is." De fictieve bandleden waren:

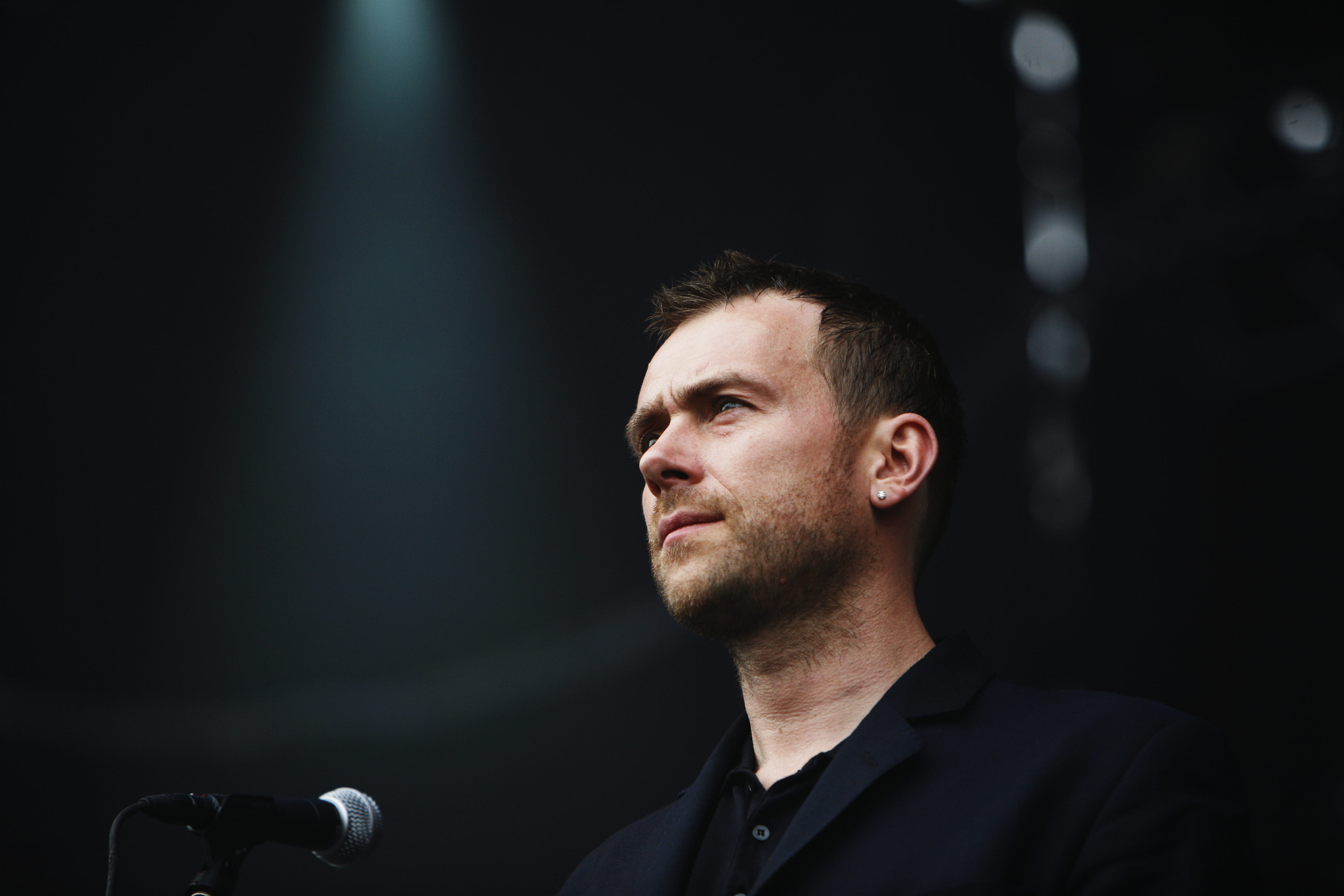
Damon Albarn is de zanger van het grootste deel van de Gorillaz-nummers, waarmee hij ook automatisch de stem van 2D is.

- 2D (of Stu-Pot, afgeleid van zijn echte naam Stuart Pot) is de leadzanger en gitarist van de band. 2D wordt neergezet als een zachtaardig en naïef persoon. Hij was volgens het verhaal opgegroeid in Hertfordshire en ontmoette Murdoc Niccals nadat hij een ramkraak pleegde op het bedrijf waar 2D werkte. Hij raakte gewond, maar Niccals redde hem en koos hem later als leadzanger voor zijn nieuwe band.[5] De zang van 2D wordt doorgaans ingezongen door Albarn.
- Noodle is de gitariste van de band. Ze is geboren in Osaka en op haar 10e verhuisd naar Engeland. Noodle kwam bij de band nadat ze op een NME-advertentie reageerde. Ze werd in een FedEx-zeecontainer uit Japan bezorgd.[6]
- Murdoc Niccals is de bassist en (naar eigen zeggen) leider van de band. Niccals is kenmerkend door zijn botte gedrag en verslavingen. Murdoc begint met het spelen van enkele kleine bands totdat hij bij Gorillaz uitkomt.[7] Zijn naam is waarschijnlijk afgeleid van Morgan Nicholls, bassist tijdens optredens van Gorillaz.
- Russel Hobbs is de drummer van de band. Hobbs komt uit New York en was in zijn jeugd bezeten door demonen. Volgens het Gorillaz-verhaal komt Hobbs aan zijn talent nadat hij zijn vrienden bij een schietpartij verloor en al hun zielen in zijn lichaam kreeg.[8] Een van deze zielen heette Del, waarschijnlijk afgeleid van Del tha Funkee Homosapien.

Het verhaal waarin de vier bandleden elkaar ontmoetten en een band vormen, is ook gecreëerd door Albarn en Hewlett. Zo had de band haar eerste optreden in het Camden Brownhouse. Ook wordt Kong Studios uitvoerig beschreven. Het was een spookachtige studio met een nogal grimmige achtergrond. Het bevond zich boven op een heuvel in Districtshire, Essex, te midden van een vuilnisstort en een platgegooid kerkhof. Het was ook de plek waar de virtuele leden in gingen wonen en is de basis voor de Gorillaz-website. In de Gorillaz-biografie doen zich meer bizarre gebeurtenissen voor, zoals Murdoc Niccals die asbakken steelt uit de Playboy Mansion en Russel Hobbs die tijdelijk introk in de kelder van Ike Turner. Het verhaal dat tot nu toe bekend is, beschrijft de band tot aan de opnamen van Demon Days. In 2008 werd Hewlett sceptisch over het idee van vier fictionele bandleden: "Voor ons is Gorillaz nu meer een groep mensen die projecten doen. [Journey to the West] wordt een productie van 'De Mensen Achter Gorillaz'. Op dezelfde manier zoals The Who Tommy heeft uitgebracht: op cd, op het podium, op film; dat is mijn ideale model. Gorillaz is een groep mensen die je dit hebben gebracht; en nu met dat komen."

## Biografie

### 1997 - 2000: Ontstaan van Gorillaz en Tomorrow Comes Today ep
Gorillaz werd gecreëerd door Damon Albarn en Jamie Hewlett. Ze ontmoetten elkaar voor het eerst in 1990, toen Albarn net met Blur begon en Hewlett voor het Engelse stripmagazine Deadline werkte. Blur-gitarist Graham Coxon was een groot fan van de werken van Hewlett en liet hem een interview afleggen met de band. Jaren later ontmoetten Albarn en Hewlett elkaar weer, ditmaal via hun vriendinnen: beiden waren lid van de band Elastica. In 1997 besloten ze samen in te trekken in een appartement, waar ze 8 maanden zouden verblijven. Ze kwamen op het idee van een virtuele band toen ze tegenwicht wilden bieden aan de 'inhoudsloze' muziek die op dat moment te horen was. Hewlett: "Om een onbekende reden gingen we samen wonen. We keken soms urenlang MTV en vroegen ons af waarom alles zo verschrikkelijk slecht was. Ik denk dat Damon het zat was om de frontman van Blur te zijn en ik was ontdaan over hoe saai de interviews met bands altijd waren. Daar zaten ze dan, op televisie, met niets zinnigs te zeggen. Dus zeiden we samen: laten we een nepband starten."
Het project, dat de tijdelijke naam Gorilla kreeg, bleek een manier om hun bezigheden te combineren. Veel tijd had Albarn in 1997 niet vanwege zijn werk met Blur. Anderhalf jaar later werden de eerste demo's opgenomen, waaronder het later uitgebrachte Tomorrow Comes Today. Toen de demo's afgerond waren, kregen de twee een platencontract bij Parlophone (onderdeel van EMI). Met het contract op zak ging Albarn naar zijn eigen Studio 13 in Londen om met engineers Jason Cox en Tom Girling het album op te nemen. Hij maakte vanaf het begin duidelijk dat de nummers veel verschillende stijlen zou gaan bevatten, zoals reggae en Dan the Automator werd gevraagd om het album te produceren. De laatste loodjes van het album werden in Jamaica gelegd, zoals het opnemen van vocalen. Hewlett was ondertussen bezig met de animaties van de band. Hij begon pas met ontwerpen toen hij de eerste demo's van de muziek had gehoord, zodat hij een indruk van de sfeer kreeg. Hij creëerde de virtuele bandleden 2D, Noodle, Murdoc Niccals en Russel Hobbs. Om alle tekeningen en animaties auteursrechtelijk te beschermen en aan te prijzen werd het bedrijf Zombie Flesh Eaters opgericht.
De officiële website van de band ging in oktober 2000 de lucht in. De site was een verbeelding van de Kong Studios, waar de muziek van de band zogenaamd werd opgenomen. Ook kwam de ep Tomorrow Comes Today uit. In het blad Dazed and Confused werd het allereerste interview gegeven. In dat blad ontkende Albarn dat hij achter Gorillaz zat, maar dat Dan the Automator de initiatiefnemer zou zijn. Deze veronderstelling zou nog een jaar in stand worden gehouden, totdat echt duidelijk werd dat Albarn het meeste werk verzette. Toch hield Albarn vol dat Gorillaz moet gezien worden als een collectief, waaraan alle medewerkers evenveel hebben bijgedragen. In 2000 was er nog steeds weinig promotie van de band, totdat er in december een promo uitkwam met 3 remixes (waaronder de Clint Eastwood (Ed Case Refix) die ook te vinden was op het debuutalbum). In januari 2001 werd de muziekvideo van Clint Eastwood uitgebracht. Ter promotie werden er dit keer wel interviews gegeven en verscheen de band op de voorkant van NME.

### 2001 - 2003: Debuutalbum

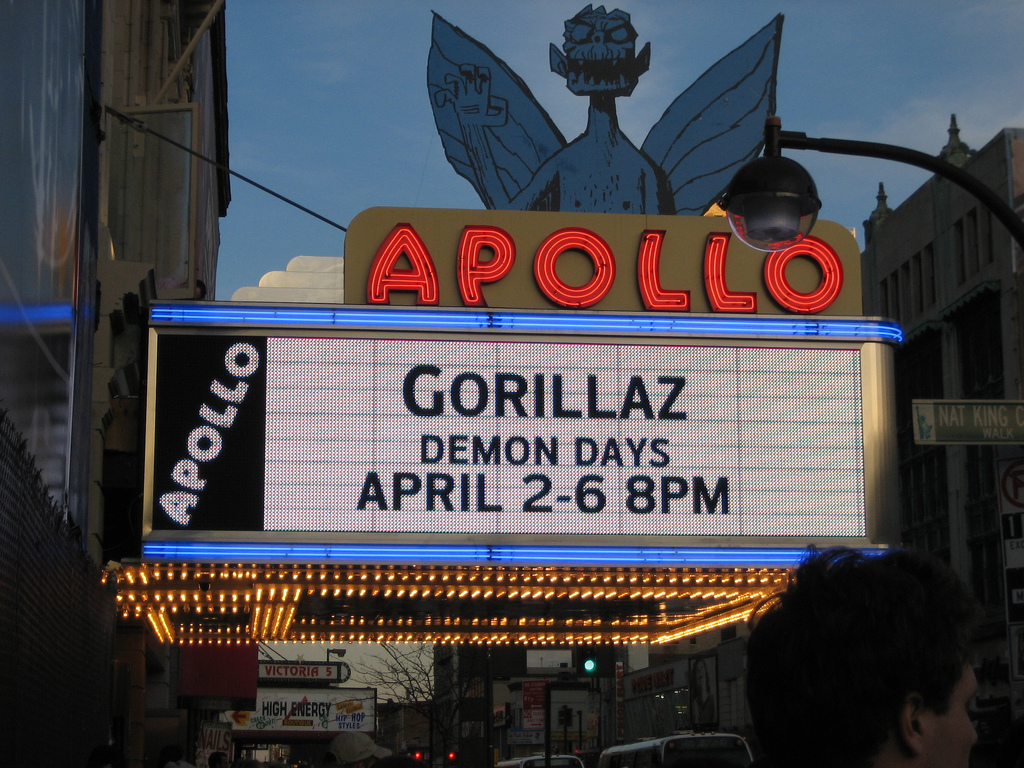
Aankondiging van een Gorillaz-show in het Apollo Theater (New York).

Op 22 maart vond het eerste concert plaats in King's Cross Scala in Londen. Het concert werd gehouden zoals het in de jaren daarop ook zou worden gehouden: geprojecteerde animaties met de echte fysieke band achter een scherm. Het debuutalbum Gorillaz kwam uit op 26 maart en bereikte de derde plaats in de Engelse Album Chart. De tweede single werd 19-2000. Later werd in het Europese vasteland het album opnieuw uitgebracht, ditmaal met de Soulchild Remix van 19-2000. Rond dezelfde tijd maakte Albarn een collaboratie met rapper Redman: 19-2000 werd opnieuw opgenomen met zijn rap. Samen met D12 (zonder Eminem) en Terry Hall werd de single 911 gemaakt, een nummer over de terroristische aanslagen op 11 september 2001.
In november kwam de derde single Rock the House uit, tegelijkertijd met de mockumentary Charts Of Darkness. In december volgde het album G-Sides, een compilatie van alle b-sides van Gorillaz. Het jaar 2002 begon met een optreden tijdens de Brit Awards in Londen. Daarna vertrok de band naar de Verenigde Staten voor 11 optredens. Tomorrow Comes Today werd opnieuw uitgebracht in Engeland, wat leidde tot een 33e plaats in de hitlijst. In juni kwam het album Laika Come Home uit, een remix van Gorillaz die geproduceerd werd door Spacemonkeyz. De single Lil' Dub Chefin' die daarbij werd uitgebracht was een mix van M1 A1. In juni gaf Gorillaz een optreden tijdens het Isle Of MTV-festival in Portugal. Albarn vertelde na afloop dat dit het laatste concert van Gorillaz ooit zou zijn. Er lagen plannen voor een speelfilm en het volgende album zou dan de bijbehorende soundtrack worden. Onderhandelingen werden gevoerd met DreamWorks, maar liepen op niets uit. In november kwam de dvd Phase One: Celebrity Take Down uit, met materiaal van concerten, muziekvideo's en Charts Of Darkness. De dvd werd in dezelfde stijl als de website geproduceerd.
Doordat Albarn heel 2003 bezig was met Blur werd er in dat jaar geen Gorillaz-materiaal uitgegeven. Hewlett hield zich ondertussen bezig met de speelfilm. Uiteindelijk werden de onderhandelingen afgebroken omdat de medewerkers het niet eens konden worden over het script. Begin 2004 werd er toch begonnen aan een nieuw album en Danger Mouse werd gevraagd om het te produceren. De nieuwe start zorgde er ook voor dat de website veel nieuwe inhoud kreeg, waaronder een video voor het nummer Rock It.

### 2003 - 2006:Demon Daysen overige uitgaven
In mei 2005 komt het album Demon Days uit. Dit album werd vijfmaal platina in het Verenigd Koninkrijk, dubbelplatina in de Verenigde Staten en verkocht wereldwijd zes miljoen exemplaren. De eerste single Feel Good Inc. werd genomineerd als beste single bij de Grammy Awards. De daaropvolgende singles waren Dare en Dirty Harry. Een jaar eerder, in december 2004, begonnen de leden van Gorillaz hun eigen versie van Idols: Search For a Star. Uit honderden inzendingen werden drie kandidaten gekozen die een opdracht mochten doen ter promotie van Demon Days. De inzendingen kwamen op de Gorillaz-website en de winnaar werd door de bezoekers van de site gekozen. De drie plekken werden verdeeld over drie onderdelen: video, audio, en illustratie. De winnaars mochten meewerken aan de illustraties en animaties van de vierde single Kids With Guns/El Mañana.
Om Demon Days te promoten werden er van 1 tot en met 5 november 2005 vijf concerten gehouden in het Manchester Opera House. De concerten kregen de naam Demon Days Live. De reeks van vijf werd een jaar later herhaald in het New Yorkse Apollo Theatre. De kaarten voor deze concerten waren binnen een uur uitverkocht. Tijdens de 48e editie van de Grammy Awards in 2006 trad de band op als geprojecteerde animaties, maar dit keer met Madonna op de voorgrond. Het nummer was een collaboratie tussen Feel Good Inc. en Madonna's Hung Up. In 2006 kwam ook de autobiografie Rise of the Ogre en twee dvd's uit. De eerste was Gorillaz: Demon Days, waarop de optredens in het Manchester Opera House te zien waren. De tweede dvd was Phase Two - Slowboat To Hades met daarop nieuwe optredens, video's, interviews en animaties. Ondertussen won Hewlett de prijs voor 'Brits Ontwerper van het Jaar' voor zijn Gorillaz-werk. In 2006 leek Gorillaz ten einde te komen: Albarn liet weten dat Demon Days waarschijnlijk het laatste album zou zijn, de geruchten gingen dat Blur weer bij elkaar zou komen en hij maakte plannen om de 'laatste shows ooit' in Las Vegas te doen.

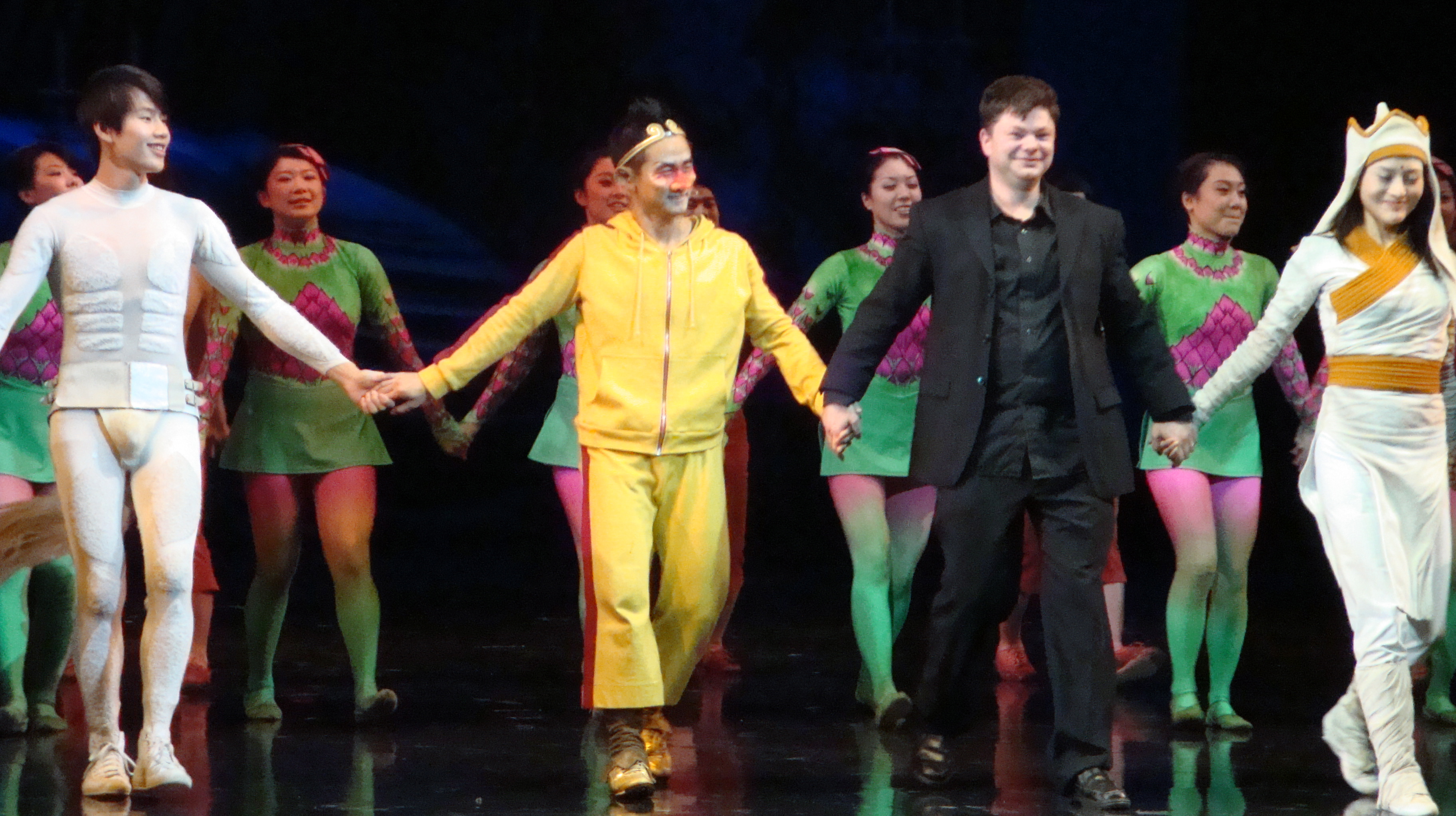
Een deel van de Monkey: Journey to the West-cast na een optreden.

Er werden plannen bekendgemaakt voor een circusopera, waarbij de muziek door Albarn en de visuele elementen door Hewlett werd verzorgd. In 2007 kwam Monkey: Journey to the West naar de theaters, een show die geregisseerd werd door Albarn, Hewlett en theaterproducent Chen Shi-Zheng. De show bevatte 45 Chinese acrobaten, Shaolinmonniken het UK Chinese Music Ensemble. Op 28 juni 2007 ging de show in première tijdens het Manchester International Festival. De show trok daarna de wereld rond, om in juni 2008 terug te keren in het Londense Royal Opera House. Deze shows werden doorgezet tot 9 januari 2009.
Albarn herhaalde in 2007 dat er geen albums meer zouden volgen, en dat een film het enige lopende project zou zijn. Er verscheen wel nieuw materiaal: op 5 december werd D-Sides uitgebracht. Het album bevatte onder andere demo's, remixes en niet eerder uitgegeven materiaal van de Demon Days-opnamesessies. Verder werd de documentaire Bananaz aangekondigd, gemaakt door Ceri Levy. De film werd gedebuteerd op het Filmfestival van Berlijn in 2008.

### 2008 - 2012:Journey to the West,Plastic BeachenThe Fall
In 2008 verscheen ook de soundtrack voor Monkey: Journey to the West. Het album kreeg de naam Journey to the West en werd op 18 augustus uitgebracht. In september werd door Albarn en Hewlett alsnog besloten om een derde album te gaan maken. Hewlett raakte in eerste instantie vermoeid door steeds dezelfde personages te moeten tekenen maar besloot dit op te lossen door ze een nieuwe stijl te geven. In januari 2009 was Albarn te horen bij DJ Zane Lowe, waar hij live enkele nieuwe Gorillaz-demo's speelde. Tijdens die show liet Albarn weten dat de sessies voor het nieuwe album in maart gingen beginnen. Een van die opnamen vond plaats in Syrië. Twee nummers die kandidaat waren voor het album, werden opgenomen met De La Soul. Verder werd er gewerkt met onder andere Mos Def, Lou Reed, Barry Gibb van Bee Gees en Bobby Womack. In november werd bekendgemaakt dat het album de titel Plastic Beach gekregen heeft. Albarn had de intentie om de plaat zo veel mogelijk 'pop' te houden als een reactie op de dominatie van The X Factor op het genre.
In de maand januari van 2010, bracht de band een teaser uit genaamd: Reflection, waarin zij de komst van Plastic Beach aankondigde. Vlak na de aankondiging van Plastic Beach volgde er de komende twee maanden, vier "Pirate radio' shows met als host Murdoc Niccals (stemacteur Phil Cornwell). Deze show werd georganiseerd door de Gorillaz zelf, op hun voormalige spelletjes en broadcast website, Gorillaz.com. Op de website konden fans naar muziek luisteren en vragen stellen aan Murdoc, fictieve leider van de band. 
Plastic Beach verscheen op 5 maart 2010, gevolgd door de eerste singles Stylo en On Melancholy Hill. Ook begon de band in maart met een nieuwe concertreeks: het speelde twee concerten in Londen en het werd headliner op het Coachella Festival in april. Ook werd het de vervangende afsluiter van het Glastonbury Festival nadat U2 moest afzeggen vanwege een operatie bij Bono. Overige festivals waar Gorillaz speelde, waren onder andere Roskilde en Benicassim. In juli werd de band de eerste westerse artiest die in Syrië optrad. Albarn hoopte met het concert in het land (een hoofdrolspeler in het Arabisch-Israëlisch conflict) "een dialoog te starten en ook betekenisvol te zijn geweest voor Syrië zelf". In november speelt de band enkele Britse en Ierse concerten, gevolgd door Gorillaz' allereerste wereldtoer door Europa, de Verenigde Staten en Australië. De Britse concerten stonden aanvankelijk gepland voor september, maar werden verplaatst om ze aan te sluiten aan de overige shows.
Het vierde album The Fall werd door Albarn volledig op zijn iPad opgenomen gedurende de Escape to Plastic Beach Tour en uitgebracht op eerste Kerstdag 2010, gevolgd door een fysieke uitgave op 19 april 2011.
Nadat in 2012 nog de single DoYaThing werd uitgebracht, maakte Albarn in april van dat jaar bekend dat er spanningen waren tussen hem en Hewlett en dat het onwaarschijnlijk was dat er nog nieuw materiaal van Gorillaz zou verschijnen.

### 2017-2019:HumanzenThe Now Now
Ondanks het bericht dat de kans op nieuwe samenwerking tussen Albarn en Hewlett klein was, begon het duo al vanaf 2014 te werken aan nieuw materiaal. Op 28 april 2017 kwam na 6 jaar een nieuw album uit met de titel Humanz, gevolgd door de Humanz Tour. 
Tijdens de tournee werkte Albarn aan nieuw materiaal, wat resulteerde in het album The Now Now dat op 28 juni 2018 verscheen. De nog openstaande concertdata werden omgedoopt tot de The Now Now Tour. Op 16 december 2019 verscheen wereldwijd in een aantal bioscopen de documentaire Gorillaz: Reject False Icons over de totstandkoming van de albums Humanz en The Now Now.

### Vanaf 2020:Song MachineenCracker Island
Begin 2020 kondigde de band het project Song Machine aan, waarbinnen iedere maand een nieuw nummer (“episode”) gelanceerd zou worden via het internet. Op 31 januari 2020 werd de eerste videoclip Momentary Bliss gelanceerd.
Op 23 oktober 2020 verscheen het zevende studioalbum van Gorillaz, getiteld Song Machine, Season One: Strange Timez. De band maakte daarbij bekend dat er ook al een “tweede seizoen” in de maak is, maar in plaats van Song Machine, Season Two verscheen op 24 februari 2023 het nieuwe album Cracker Island.

## Muzikaal gedeelte

### Muziekstijl
In de verschillende uitgaven van Gorillaz laten ze een grote variëteit van muziekstijlen horen. Rolling Stone omschrijft de stijl op Demon Days als een "mix tussen art pop, hiphop, dub en dance. De muziek laat zich echter vooral kenmerken door het combineren van een hiphop-beat met een rustig tempo en de kalme zang van Albarn. Dit is te horen in nummers zoals Re-Hash en Tomorrow Comes Today. Het inbrengen van rap is ook een kenmerk van Gorillaz, zoals te horen is op Clint Eastwood. De remix van dit nummer Clint Eastwood (Ed Case Refix) is gebaseerd op een UK Garage beat. Een combinatie van de rustige hiphop-beats en rap is te horen op Feel Good Inc., waar de beat wordt afgewisseld met de akoestische gitaar van Albarn. Sporen van punk zijn te horen op 5/4 en Punk. Het nummer Dare is daarentegen weer meer dance/electro. Het inbrengen van gospel- en kinderkoren in nummers als Don't Get Lost in Heaven zorgt weer voor een gospelsfeer. Albarn noemde het vele reizen met Blur als inspiratie voor de mengeling van muziekstijlen: "door het hebben van een band als Blur reisde ik de hele wereld rond en kon ik de muziek horen die op die plaatsen gemaakt werd. Op een nummer van Demon Days kun je horen dat ik wat reggae-elementen en een snufje Latin heb gebruikt. (...) Als ik al die jaren niet had besteed aan het leren van instrumenten, had ik een sampler gebruikt om alles samen te voegen. In plaats daarvan maak ik composities die lijken op samples zonder dat ik daadwerkelijk sample. Gorillaz is hoe ik alles wat ik hoor, gebruik en daarna omvorm."

### Medewerkers aan het Gorillaz-project
De enige twee vaste mensen achter het Gorillaz-project zijn Damon Albarn en Jamie Hewlett. Het muzikale gedeelte van Gorillaz wordt verzorgd door Albarn, waarbij hij hulp heeft gekregen van een groot aantal artiesten. Twee mensen die het samen met Albarn het gehele proces van een album hadden meegemaakt, waren de producers Dan the Automator (voor Gorillaz) en Danger Mouse (voor Demon Days). Albarn en Hewlett benaderden voor Gorillaz zowel mensen uit persoonlijke kring als onbekenden. Hewlett: "Het was geluk dat Damon en ik vrienden waren. Dat is alles. (...) Daarna vroegen we Cass [Browne] om mee te helpen, die ook een vriend is. Iedereen die onderdeel van Gorillaz is, is min of meer een vriend van ons." Albarn benaderde ook mensen die hij niet eerder kende om mee te helpen: zo vroeg hij Danger Mouse om de productie van Demon Days op zich te nemen nadat hij diens plaat The Grey Album hoorde. Albarn: "Feel Good Inc." was een van de eerste dingen die we samen deden. Het was erg instinctief: als je iemand niet echt kent en je ze vraagt 'wil je langs komen en wat nummers proberen?' Gewoonlijk werkt het niet zo simpel."
Gorillaz werd geproduceerd door Dan the Automator. Het was Dan die DJ Kid Koala en Del tha Funkee Homosapien bij de sessies betrokken kreeg; zo nam hij de raps van Del tha Funkee Homosapien op in de Verenigde Staten en bracht hij ze persoonlijk naar Londen om ze in de nummers te passen. DJ Kid Koala produceerde enkele scratches op het album, terwijl Del tha Funkee Homosapien een bijdrage aan "Clint Eastwood" en "Rock the House" leverde. Daarnaast vroeg Dan the Automator ook aan Tina Weymouth om een bijdrage te leveren aan "19-2000". Op het debuutalbum waren nog meer gastartiesten te horen, zoals zangeres Miho Hatori. Op het album Demon Days zijn onder andere Neneh Cherry (op "Kids With Guns"), Roots Manuva (op "All Alone"), Ike Turner (piano op "Every Planet We Reach Is Dead"), Simon Tong (gitaar), De La Soul (op "Feel Good Inc.") en Shaun Ryder (op "Dare") te horen.

#### Overzicht van artiesten die meewerkten aan albums van Gorillaz
| Gorillaz                                            | Demon Days                    | Plastic Beach                           | The Fall     | Humanz                 | The Now How     | Song Machine             | Cracker Island  |
| --------------------------------------------------- | ----------------------------- | --------------------------------------- | ------------ | ---------------------- | --------------- | ------------------------ | --------------- |
| Damon Albarn                                        |                               |                                         |              |                        |                 |                          |                 |
| Jason Cox                                           | Dennis Hopper                 | Bobby Womack                            | Bobby Womack | Vince Staples          | George Benson   | Robert Smith             | Stevie Nicks    |
| Ibrahim Ferrer                                      | Neneh Cherry                  | Snoop Dogg                              |              | Peven Everett          | Snoop Dogg      | Beck                     | Beck            |
| Toby Whelan                                         | Danger Mouse                  | Hypnotic Brass Ensemble                 |              | Jamie Principle        | Jamie Principle | Leee John                | Thundercat      |
| Kid Koala                                           | Roots Manuva                  | Kano                                    |              | Danny Brown            |                 | Kano                     | Adeleye Omotayo |
| Junior Dan                                          | Ike Turner                    | Bashy                                   |              | Kelela                 |                 | St. Vincent              | Tame Impala     |
| Dan the Automator                                   | San Fernandez Youth Chorus    | The National Orchestra for Arabic Music |              | Grace Jones            |                 | Elton John               | Bootie Brown    |
| Del tha Funkee Homosapien                           | Simon Tong                    | Sinfonia ViVa                           |              | D.R.A.M.               |                 | Slack                    | Bad Bunny       |
| Tom Girling                                         | De La Soul                    | De La Soul                              |              | De La Soul             |                 | Peter Hook               |                 |
| Miho Hatori                                         | The Bees                      | Gruff Rhys                              |              | Anthony Hamilton       |                 | Octavian                 |                 |
| Tina Weymouth                                       | Shaun Ryder                   | Mos Def                                 |              | Mavis Staples          |                 | Schoolboy Q              |                 |
|                                                     | Booty Brown                   | Little Dragon                           |              | Pusha T                |                 | Roxani Arias             |                 |
|                                                     | MF Doom                       | Mark E. Smith                           |              | Popcaan                |                 | Fatoumaya Diawara        |                 |
|                                                     | Rosie Wilson                  | Lou Reed                                |              | Zebra Katz             |                 | Slowthai                 |                 |
|                                                     | Martina Topley-Bird           | Mick Jones                              |              | Kali Uchis             |                 | Slaves                   |                 |
|                                                     | London Community Gospel Choir | Paul Simonon                            |              | Benjamin Clementine    |                 | Earthgang                |                 |
|                                                     |                               | Daley                                   |              | Johnny Beth            |                 | Joan As Police Woman     |                 |
|                                                     |                               |                                         |              | Rag'n'Bone Man         |                 | Goldlink                 |                 |
|                                                     |                               |                                         |              | RAY BLK                |                 | Moonchild Sanelly        |                 |
|                                                     |                               |                                         |              | Kilo Kish              |                 | JPEGMafia                |                 |
|                                                     |                               |                                         |              | Carly Simon            |                 | Chai                     |                 |
|                                                     |                               |                                         |              | Brandon Markell Holmes |                 | Tony Allen               |                 |
|                                                     |                               |                                         |              |                        |                 | Skepta                   |                 |
|                                                     |                               |                                         |              |                        |                 | Georgia                  |                 |
|                                                     |                               |                                         |              |                        |                 | Unknown Mortal Orchestra |                 |
| Voor de single "911" werkten D12 en Terry Hall mee. |                               |                                         |              |                        |                 |                          |                 |

## Visueel gedeelte
Het hoofd van het visuele gedeelte is Jamie Hewlett. Hij wordt daarbij geholpen door medewerkers van zijn eigen Zombie Flesh Eaters. Dit bedrijf werd door Hewlett opgericht om aan de vraag naar Gorillaz-animaties te kunnen voldoen. Zombie Flesh Eaters zorgt onder andere voor de creatie, ontwerp en ontwikkeling van de Gorillaz-website, behandelen van 'interviews' en reacties op fora die de fictieve Gorillaz-leden geven, het ontwerpen van de Gorillaz-cd's en de dvd's, zoals Phase One: Celebrity Take Down. De animaties en de (muziek)video's worden geproduceerd door Passion Pictures. De visuale elementen worden daarnaast geproduceerd door XL Video. De Gorillaz-website werd gemaakt door Tim en Matt Watkins. Daarnaast zorgde Mike Robinson voor de webdesign en de spellen op de website. Voor producties als video's en dvd's hebben de personages hun eigen stemacteur: Phil Cornwell sprak de stem in van Murdoc Niccals, Haruka Kuroda die van Noodle, Nelson De Freitas die van 2D en Remi Kabaka die van Russel Hobbs.

### Concerten
Gorillaz begon in 2001 met het organiseren van concerten. De band bestond live uit een redelijk vast team, aangevuld met gastartiesten die vaak ook op het album meegewerkt hadden. Damon Albarn was altijd aanwezig als zanger, gitarist en/of toetsenist. Simon Katz en Simon Tong hielpen tijdens de Gorillaz-toer mee met het gitaarwerk, Morgan Nicholls en Junior Dan speelden basgitaar en Cass Browne speelde drums. Mike Smith speelde saxofoon en/of keyboards, Darren Galea verzorgde de scratches en Haruka Kuroda de achtergrondzang. Ook was Phi Life Cypher te horen voor de rap in de nummers. Voor de Amerikaanse optredens waren ook rapper Jamal Grey, bassist Roberto Occhipinti en Dan the Automator te zien. Voor optredens in 2005 had Gorillaz de Demon Days Live Band. Deze bestond naast sommige eerder genoemde artiesen ook uit andere muzikanten, een strijkorkest, twee kinderkoren en een gospelkoor. Deze muzikanten speelden achter een wit, lichtdoorlatend scherm, waardoor er af en toe silhouetten te zien waren. Op het scherm werden animaties en Flashvideo's van de virtuele bandleden geprojecteerd. Alhoewel de zang door vocalisten (zoals Albarn) werd gezongen, hadden de personages hun eigen stemacteur.

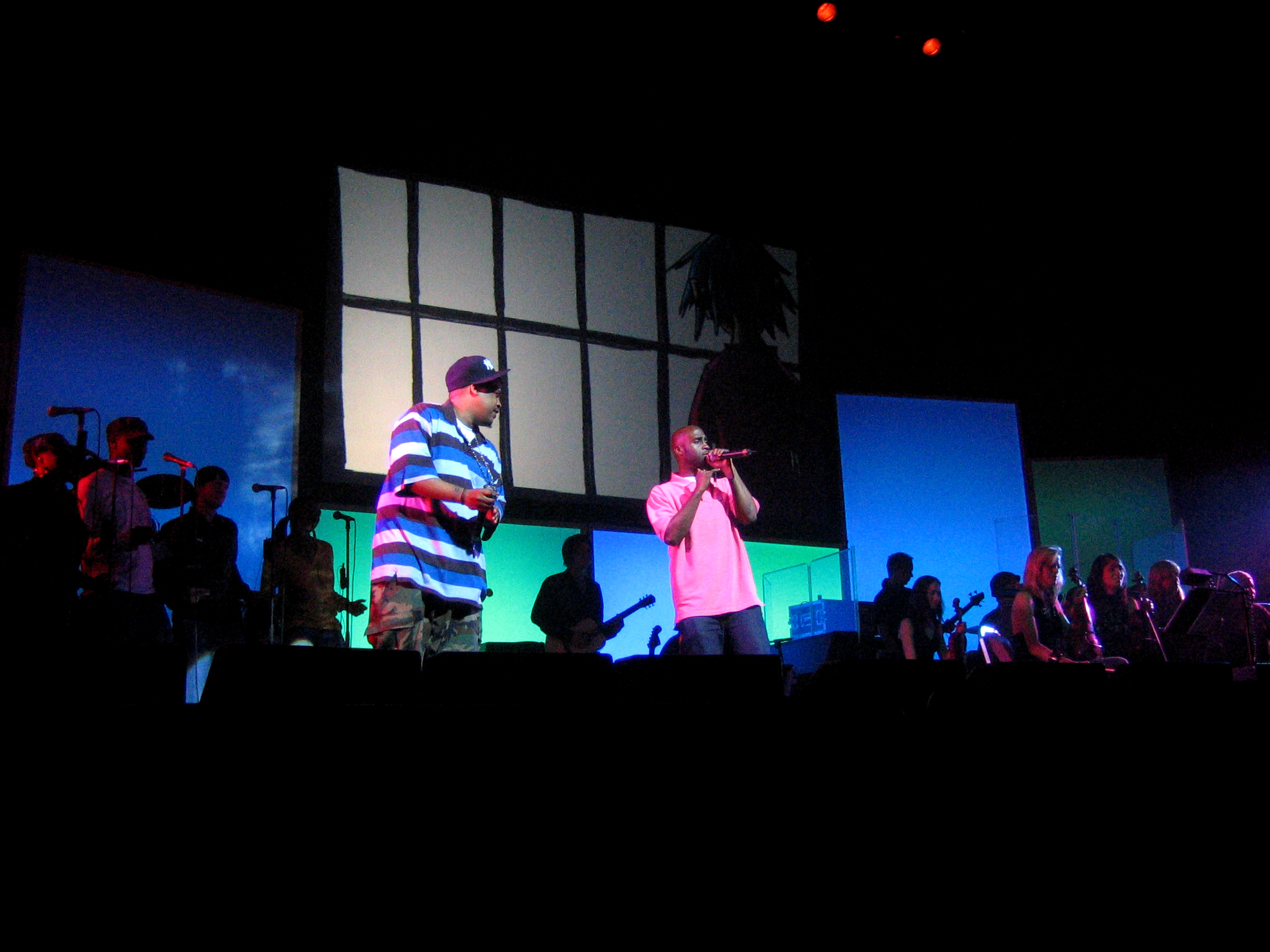
De La Soul te gast tijdens de Manchester-concertreeks in 2005.

In 2001 werden 12 concerten gehouden in het Verenigd Koninkrijk, Frankrijk, Ierland en Japan. De concerten werden per avond anders aangepakt, waardoor er vele versies ontstonden. Tijdens het eerste concert in King's Cross Scala werden fragmenten van de Apex Tapes vertoond, iets wat meteen de laatste keer was. Voor twee optredens in december 2001 werden de animaties aangepast zodat er afbeeldingen van de oorlog in Afghanistan konden worden vertoond. Voor de Amerikaanse toer in 2002 werden er twee schermen geïntroduceerd: op het bovenste scherm werden de eerder vertoonde animaties vertoond; op het onderste scherm werden stukken uit interviews getoond. Voor de Brit Awards in hetzelfde jaar werden ook dansers op het podium geplaatst. Ook werden toen 3D-modellen van de virtuele bandleden getoond.
Voor de Demon Days Live-concerten in Manchester in 2005 was bijna iedereen die mee had gewerkt aan het album aanwezig: Neneh Cherry, Bootie Brown, De La Soul, Ike Turner, Roots Manuva, Martina Topley-Bird en Shaun Ryder deden één of meerdere keren een optreden. Voor de afwezigen werden opnamen gebruikt. Het verschil met eerdere concerten was dat de artiesten dit keer wel zichtbaar waren. De enige uitzondering was Damon Albarn, die net zoals bij de Gorillaz-toer in silhouette-vorm zichtbaar was. Op het podium waren in totaal meer dan 80 mensen aanwezig, waarvan dertig voor het kinderkoor en twintig voor het gospelkoor. Bij het derde concert van de Manchester-reeks werd de pepper's ghost-truc geïntroduceerd. Met deze techniek werden de 3D-modellen van de bandleden op een scherm geprojecteerd. Deze manier van projecteren hield stand voor rest van de concerten in 2005 en 2006. De Pepper's ghost-techniek werd ook gebruikt bij het optreden met Madonna tijdens de Grammy Awards in 2006. Tijdens dat concert moest het volume laag gehouden worden, omdat de spiegels anders zouden trillen en de projectie wazig zou worden. Plannen voor een nieuwe wereldtour met de hologram-techniek lagen klaar, maar werden afgeblazen vanwege extreem hoge kosten en technische problemen.
In 2010 begon Gorillaz aan een nieuwe toer ter promotie van Plastic Beach. Bij deze concerten waren alle bandleden en gasten (inclusief Albarn) op het podium te zien. De band werd vergezeld door beelden op de achtergrond, gecreëerd door Hewlett. Bij de Londense Roundhouse-concerten in eind maart waren onder andere Mos Def, Bobby Womack, De la Soul, Mick Jones en Paul Simonon te gast. Snoop Dogg kon niet aanwezig zijn, maar gaf een bijdrage via eerder opgenomen videobeelden. De rapper voegde zich wel bij de band op het Glastonbury-optreden dat jaar, evenals Lou Reed en Shaun Ryder.

### Multimedia
Het Gorillaz-project heeft sinds zijn oprichting onder meer interviews, websites, een opera, geanimeerde dvd's, een autobiografie en een documentaire voortgebracht. Daarnaast hebben de mensen achter Gorillaz op verschillende manieren nieuwe media zoals internet en web 2.0-toepassingen gebruikt. Gebeurtenissen die normale bands deden maar voor een virtuele band onmogelijk waren, werden door het Gorillaz-team op hun eigen manier opgelost: er werden chatsessies met de virtuele bandleden gehouden, objecten met handtekeningen werden verspreid, media kon interviews naar gorillaz.com sturen en kregen dan antwoord en het accepteren van prijzen werd opgelost door videoboodschappen naar de show te sturen waarin werd verteld dat de band 'niet bij de ceremonie kon zijn'. Sinds april 2005 heeft Gorillaz zijn eigen MySpace. Dit profiel werd in 2008 wereldwijd de pagina van een band met de meeste vrienden. In 2007 kreeg Murdoc Niccals zijn eigen Facebook-account. Ter promotie van Gorillaz werd in 2001 de cd The Apex Tapes uitgegeven, ter promotie van het concept. Op deze plaat werden vragen voor de virtuele bandleden beantwoord. Hetzelfde concept werd in 2005 herhaald met de cd We Are the Dury.
Kong Studios is ook de basis van de officiële website van Gorillaz. De site werd gemaakt met Flash en bevat een grotere mate van interactiviteit dan de doorsnee website. Bezoekers worden door de studio geleid en kunnen op objecten en personages klikken. De gebruiker zag de kamers van de virtuele bandleden; zo was te zien dat 2D een boeddhist was en een Free Tibet-campagne steunde. De website kende drie versies: de eerste werd in 2000 gelanceerd. De tweede volgde twee jaar later. De derde en huidige versie verscheen in december 2004. Een nieuwe functie daarvan was de mogelijkheid om attributen te verzamelen. Alle versies werden gecreëerd door Zombie Flesh Eaters. Kong Studios is in 2006 ook te zien bij MTV Cribs, waar Murdoc Niccals namens Gorillaz een geanimeerde rondleiding geeft.
Gorillaz leverde het niet eerder uitgebrachte nummer "Dub Dumb" aan het PlayStation 2-spel Music Generator 2, een spel waarbij de speler door middel van samples hun eigen compositie kan creëren. Voor de uitgave van de Gorillaz-biografie Rise of the Ogre biografie werd in 2006 in Londen een expositie gehouden. In de Royal Festival Hall werd een muurschildering van de Gorillaz-leden onthuld. In de underground-stations Embankment en Waterloo werden tijdelijke winkeltjes geopend waarbij de biografie verkocht werd. Verder bracht Gorillaz in december 2006 vier audioboeken uit via iTunes. De opnamen bevatten door Joss Ackland voorgelezen delen uit Rise of the Ogre. Voor de BBC maakten Albarn en Hewlett een animatie gericht op de Olympische Zomerspelen in Beijing in 2008. Deze animatie, begeleid door eigen muziek, werd gebruikt als openingsscène tijdens BBC-uitzendingen. De film werd gebaseerd op Albarn en Hewletts opera Journey to the West; de personages uit die opera waren ook te zien in de animatie.
In januari 2010 begon Murdoc Niccals met het intensief gebruiken van Twitter. Hij liet onder andere informatie los over het derde Gorillaz-album.

## Discografie

### Albums
| Album met eventuele hitnotering(en) in de Nederlandse Album Top 100 | Datum van verschijnen | Datum van binnenkomst | Hoogste positie | Aantal weken | Opmerkingen               |
| ------------------------------------------------------------------- | --------------------- | --------------------- | --------------- | ------------ | ------------------------- |
| Tomorrow comes today                                                | 2000                  | -                     | -               | -            | ep                        |
| Gorillaz                                                            | 26-03-2001            | 07-04-2001            | 17              | 33           |                           |
| G-Sides                                                             | 11-03-2002            | -                     | -               | -            | B-kantjes en remixes      |
| Laika Come Home                                                     | 01-07-2002            | -                     | -               | -            | Remixes door Spacemonkeyz |
| Demon Days                                                          | 20-05-2005            | 28-05-2005            | 15              | 36           |                           |
| D-Sides                                                             | 19-11-2007            | -                     | -               | -            | B-kantjes en remixes      |
| Plastic Beach                                                       | 05-03-2010            | 13-03-2010            | 8               | 23           |                           |
| The Fall                                                            | 15-04-2011            | 23-04-2011            | 21              | 5            |                           |
| The singles collection 2001-2011                                    | 28-11-2011            | -                     | -               | -            | Verzamelalbum             |
| Humanz                                                              | 28-04-2017            | 06-05-2017            | 6               | 13           |                           |
| The Now Now                                                         | 29-06-2018            | 07-07-2018            | 5               | 8            |                           |
| Song Machine, Season One: Strange Timez                             | 23-10-2020            | 31-10-2020            | 6               | 3            |                           |
| Cracker Island                                                      | 24-02-2023            |                       |                 |              |                           |

| Album met hitnotering(en) in de Vlaamse Ultratop 200 albums | Datum van verschijnen | Datum van binnenkomst | Hoogste positie | Aantal weken | Opmerkingen   |
| ----------------------------------------------------------- | --------------------- | --------------------- | --------------- | ------------ | ------------- |
| Gorillaz                                                    | 2001                  | 14-04-2001            | 10 (1wk)        | 26           |               |
| Demon Days                                                  | 2005                  | 28-05-2005            | 4 (1wk)         | 60           |               |
| Plastic Beach                                               | 2010                  | 13-03-2010            | 1 (1wk)         | 20           |               |
| The Fall                                                    | 2011                  | 23-04-2011            | 14 (1wk)        | 8            |               |
| The singles collection 2001-2011                            | 2011                  | 03-12-2011            | 54 (1wk)        | 12           | Verzamelalbum |
| Humanz                                                      | 2017                  | 06-05-2017            | 1 (2wk)         | 48           |               |
| The Now Now                                                 | 2018                  | 07-07-2018            | 5 (1wk)         | 22           |               |
| Song Machine, Season One: Strange Timez                     | 2020                  | 31-10-2020            | 6 (1wk)         | 13           |               |
| Cracker Island                                              | 2023                  |                       |                 |              |               |

### Singles
| Single met eventuele hitnotering(en) in de Nederlandse Top 40 | Datum van verschijnen | Datum van binnenkomst | Hoogste positie | Aantal weken | Opmerkingen                             |
| ------------------------------------------------------------- | --------------------- | --------------------- | --------------- | ------------ | --------------------------------------- |
| Clint Eastwood                                                | 2001                  | 14-04-2001            | 27              | 6            | Nr. 26 in de Single Top 100             |
| 19-2000                                                       | 2001                  | 28-07-2001            | 37              | 2            | Nr. 42 in de Single Top 100             |
| Rock the house                                                | 2001                  | -                     |                 |              |                                         |
| 911                                                           | 2001                  | -                     |                 |              |                                         |
| Tomorrow comes today                                          | 2002                  | -                     |                 |              |                                         |
| Lil' Dub Chefin'                                              | 2002                  | -                     |                 |              |                                         |
| Feel good inc.                                                | 2005                  | 25-06-2005            | tip20           | -            | Nr. 87 in de Single Top 100             |
| Dare                                                          | 2005                  | -                     |                 |              | Nr. 98 in de Single Top 100             |
| Dirty Harry                                                   | 2005                  | 31-12-2005            | tip17           | -            | Nr. 100 in de Single Top 100            |
| Kids with guns / El mañana                                    | 2006                  | -                     |                 |              |                                         |
| Stylo                                                         | 25-01-2010            | 13-02-2010            | tip5            | -            | Nr. 56 in de Single Top 100             |
| On melancholy hill                                            | 31-05-2010            | -                     |                 |              |                                         |
| Doncamatic                                                    | 18-10-2010            | -                     |                 |              | met Daley / Nr. 40 in de Single Top 100 |
| Hallelujah Money                                              | 2017                  | -                     |                 |              | met Benjamin Clementine                 |

| Single met hitnotering(en) in de Vlaamse Ultratop 50 | Datum van verschijnen | Datum van binnenkomst | Hoogste positie | Aantal weken | Opmerkingen         |
| ---------------------------------------------------- | --------------------- | --------------------- | --------------- | ------------ | ------------------- |
| Clint Eastwood                                       | 2001                  | 05-05-2001            | 21              | 12           |                     |
| 19-2000                                              | 2001                  | 21-07-2001            | tip3            | -            |                     |
| Feel good inc.                                       | 2005                  | 14-05-2005            | tip2            | -            |                     |
| Dare                                                 | 2005                  | 10-09-2005            | tip3            | -            |                     |
| Dirty Harry                                          | 2005                  | 03-12-2005            | tip8            | -            |                     |
| Stylo                                                | 2010                  | 13-02-2010            | 31              | 5            |                     |
| On melancholy hill                                   | 2010                  | 07-08-2010            | tip22           | -            |                     |
| Doncamatic                                           | 2010                  | 27-11-2010            | tip25           | -            | met Daley           |
| Hallelujah Money                                     | 2017                  | -                     |                 |              | Benjamin Clementine |

### NPO Radio 2 Top 2000
| Nummers met noteringen in de NPO Radio 2 Top 2000 | '15 | '16 | '17 | '18 | '19 | '20 | '21 | '22 | '23 | '24  |
| ------------------------------------------------- | --- | --- | --- | --- | --- | --- | --- | --- | --- | ---- |
| Clint Eastwood                                    | 567 | 691 | 600 | 574 | 765 | 757 | 825 | 776 | 839 | 956  |
| Feel Good Inc.                                    | -   | 764 | 577 | 437 | 649 | 645 | 584 | 476 | 556 | 599  |
| On Melancholy Hill                                | -   | -   | -   | -   | -   | -   | -   | -   | -   | 1586 |

1. ↑  Een '-' betekent dat het nummer niet was genoteerd en een vetgedrukt getal geeft de hoogste notering van een nummer aan.
2. ↑  2015 was het eerste jaar met een notering voor Gorillaz.

### Compilatie-albums
| Jaar | album                                                                                         |
| ---- | --------------------------------------------------------------------------------------------- |
| 2002 | G-Sides - Uitgave: 11 maart 2002 - Platenmaatschappij: Parlophone                             |
| 2002 | Laika Come Home - Uitgave: 1 juli 2002 - Platenmaatschappij: Parlophone                       |
| 2007 | D-Sides - Uitgave: 19 november 2007 - Platenmaatschappij: Parlophone                          |
| 2011 | The Singles Collection 2001–2011 - Uitgave: 28 november 2011 - Platenmaatschappij: Parlophone |

### Dvd's
| Jaar | album                                                                                       |
| ---- | ------------------------------------------------------------------------------------------- |
| 2002 | Phase One: Celebrity Take Down - Uitgave: 18 november 2002 - Platenmaatschappij: Parlophone |
| 2006 | Demon Days Live - Uitgave: 27 maart 2006 - Platenmaatschappij: Parlophone                   |
| 2006 | Phase Two: Slowboat to Hades - Uitgave: 30 oktober 2006 - Platenmaatschappij: Parlophone    |
| 2009 | Bananaz - Uitgave: 20 april 2009 - Platenmaatschappij: Parlophone                           |

### Autobiografie
- 2007 - Rise of the Ogre (Michael Joseph Ltd./Riverhead Books; ISBN 1-59448-931-9)

## Prijzen en nominaties

### Gewonnen
| 2001 | MTV Europe Music Awards | Best Dance Act                     | "Clint Eastwood"  |      |             |           |  |
| 2001 | MTV Europe Music Awards | Best Song                          | "Clint Eastwood"  |      |             |           |  |
| 2005 | MTV Video Music Awards  | Best Special Effects               | "Feel Good Inc."  |      |             |           |  |
| 2005 | MTV Video Music Awards  | Breakthrough Video                 | '"Feel Good Inc." |      |             |           |  |
| 2005 | MTV Europe Music Awards | Best Group                         |                   |      |             |           |  |
| 2006 | Grammy Awards           | Best Pop Collaboration with Vocals | "Feel Good Inc."  | 2018 | BRIT awards | Best band |  |

### Genomineerd
| Jaar | Prijs                   | Categorie                              | Single                         |
| ---- | ----------------------- | -------------------------------------- | ------------------------------ |
| 2001 | MTV Video Music Awards  | Breakthrough Video                     | "Clint Eastwood"               |
| 2001 | MTV Video Music Awards  | Best Art Direction                     | "Clint Eastwood"               |
| 2001 | MTV Video Music Awards  | MTV2 Award                             | "Clint Eastwood"               |
| 2002 | Grammy Awards           | Best Rap Performance by a Duo or Group | "Clint Eastwood"               |
| 2004 | MTV Europe Music Awards | Best Music Video, Long Form            | Phase One: Celebrity Take Down |
| 2006 | Grammy Awards           | Record of the Year                     | Demon Days                     |
| 2006 | Grammy Awards           | Best Urban/Alternative Performancer    | "Feel Good Inc."               |
| 2006 | Grammy Awards           | Best Music Video, Short Form           | "Feel Good Inc."               |
| 2007 | Grammy Awards           | Best Music Video, Long Form            | Demon Days Live                |